# Геотоп

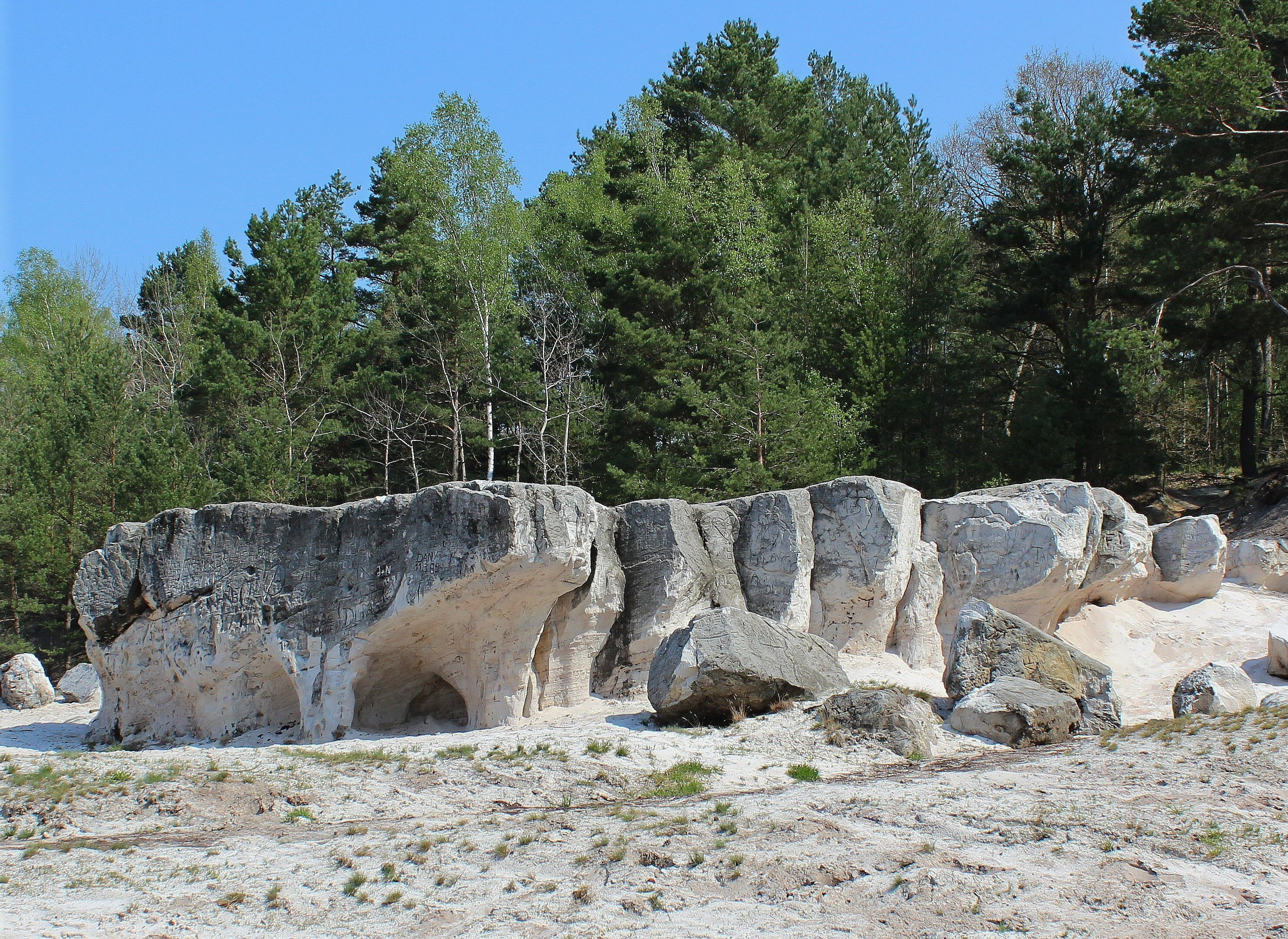
Скам'янілий міоценовий кварцовий пісок у старій шахті Ґрубе Ґотгольд уЛібенвердському Лузі, Нижня Лужиця

Геотоп - це геологічна складова абіотичної основи, складова екотопу . Прикладами геотопів можуть бути відкриті виходи скель, ґреґоти, грот або яр, печера, стара кам’яна стіна на межі поля, тощо.
Слово геотоп запозичене з німецької мови[джерело?] і використовується в екологічних науках. Воно може бути моделлю для багатьох інших подібних слів, придуманих за аналогією. Як прототип, слово має більше значення, ніж багато інших слів, змодельованих на ньому, включаючи фізіотоп, з яким він використовується як синонім. Але геотопом, строго кажучи, можна вважати саме скелі, а не всю сушу (яка було б із фізіотопом).
Для використання в контексті геоспадщини, як, наприклад, у внесках Фрідріха Віденбайна (див. нижче) та в німецькій дискусії про геоспадщину, більш адекватним терміном (та перекладом з німецької) є геосайт .